# هاري كروسلي
هاري كروسلي (بالإنجليزية: Harry Crossley)‏ مواليد 04 مايو 1904 - الوفاة 06 ديسمبر 1948 في لستر، كان ملاكم محترف بريطاني صنّف ضمن فئة وزن خفيف الثقيل.

## إحصائيات
خاض خلال مسيرته 94 نزالا، فاز في 62 وتعادل في 11 وخسر في 20. فاز بالضربة القاضية في 14 نزالا.

## روابط خارجية
- هاري كروسلي على موقع بوكس ريك (الإنجليزية) (registration required)